# 艾迪曼
赛阿末·赛阿都拉曼阿尔哈达，通称艾迪曼，马来西亚饶舌歌手、企业家及政治人物，现任雪兰莪州议会南柏再也议员。他也是希盟公正党安邦区部主席。艾迪曼是马来西亚饶舌音乐界的知名人物，也曾是Teh Tarik Crew团体的前成员。他于2018年11月27日，40岁生日当天宣布退休，并于2019年2月举办告别演唱会。

## 政治生涯
艾迪曼是于2021年4月1日，在公正党主席安华的见证下加入人民公正党。他过后在2022年7月的公正党党选中，当选为安邦区部主席。他也在哈尼查退党之后，成为希盟政府的南柏再也州议席协调官。他曾创作和演唱了希盟2022年第15届大选竞选歌曲《Aduh Malaysia》，以“Hoi Hoi Ya Hoi”的洗脑歌词广为流传。

### 2023年至今：南柏再也州议员
在2023年雪兰莪州选举，艾迪曼代表希盟竞选南柏再也州议席，对垒国盟伊斯兰党的莎丽花哈丝丽莎，以6,678张多数票胜出。